# Dasi
A dasi (だし vagy 出汁) egyfajta alaplé a japán konyhában. Sokszor a dasi képezi az alapját a miszoleveseknek, a tiszta húslevesnek és tésztaleveseknek.

## Eredete
1908-ban, Kikunae Ikeda felfedezte az úgynevezett umamit, vagy az "ötödik ízt", mely megjelenik az alga dasiban is.

## Elkészítés

### Hozzávalók

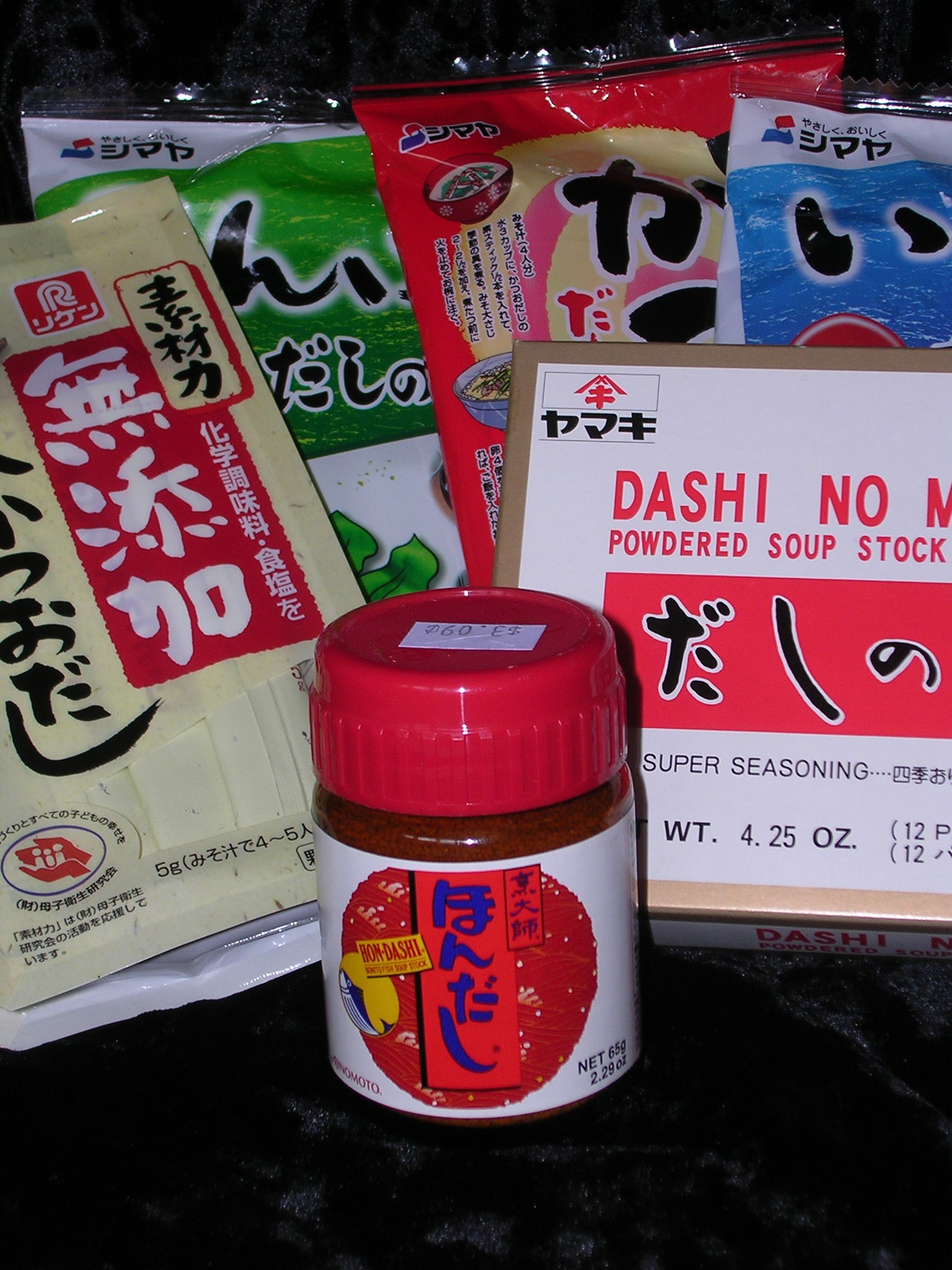
Csomagolt instant dasi

- szárított konbu (tengeri alga) (konbó) Meglehetősen vastag, gazdag ásványi anyagokban, fehérjékben és rostban. Gyakran csak belefőzik a levesbe, majd kidobják, esetleg vékony csíkokra szelik, és az ételt díszítik vele.
- kagyló (aszari vagy sizsimi)
- szárított bonitó pelyhek (japán bonitó halból készítik) (kacuó-busi) Gazdag ásványi anyagokban és vitaminokban. Gyakran használják ételek díszítésére is. Japánban rágcsálni valóként is fogyasztják.
- szárított makréla pelyhek (szababusi)
- szárított szardínia vagy szardella (nibosi)
- szárított siitake gomba (hosi-siitake)
- szárított fiatal repülőhalak (tobió vagy ago)

### Lépések
1. Szardínia illetve szardella használatakor a fejet és a zsigereket eltávolítják, a testet hagyják meg további használatra.
2. A halat vízben főzni kezdik.
3. Miután megfőtt, leszűrik. A folyadék lesz a dasi.

## Változatai
- Kombu Dasi: Az egyik legegyszerűbb dasi fajta. Szárított algából (konbu), vagy hínárból készítik. Alkalmas egytálételek (nabe) és párolt  ételek (nimono) elkészítéséhez. Miszo leveseknél ritkán használják.
- Kacuo Dasi: Szintén egyszerű az elkészítése, szárított bonitó halból.
- Kombu és Kacuo Dasi vagy Kacuóbusi Dasi: Algából és szárított bonitó halforgácsból készül. Párolt ételek elkészítéséhez használják. Elkészítése során két módon járhatnak el. Először elkészítik az úgynevezett első dasit (icsiban dasi). Ezt a dasit tiszta levesek elkészítéséhez használják. Másodjára felhasználják az icsiban dasit újra, ekkor már egy sűrűbb levest kapnak. Ezt másod dasinak (niban dasi) nevezik. A niban dasiban zöldségeket főznek.
- Nibosi Dasi: Szárított szardíniából készül. Miszó levesek alapanyagaként szolgál. Gyakran adnak hozzá szakét az ízhatás fokozásáért.
- Siitake Dasi: Szárított siitake gombákat vízbe áztatnak.

Manapság a házilag elkészített dasi egyre ritkább, még Japánban is. Helyét lassan átveszik a csomagolt instant dasi porok, esetleg már gyárilag elkészített dasi alaplevek. A házilag elkészített dasi finoman árnyalt ízéhez képest az instant dasik íze sokkal erőteljesebb a különböző ízfokozóknak ( glutaminsav és dinátrium-5'-ribonukleotidok ) köszönhetően. 

## Fordítás
Ez a szócikk részben vagy egészben  a   dashi című angol Wikipédia-szócikk ezen változatának fordításán alapul.  Az eredeti cikk szerkesztőit annak laptörténete sorolja fel. Ez a jelzés csupán a megfogalmazás eredetét és a szerzői jogokat jelzi, nem szolgál a cikkben szereplő információk forrásmegjelöléseként.